# Джеймс О'Коннор (футболіст, 1979)
Джеймс О'Коннор (англ. James O'Connor, нар. 1 вересня 1979, Дублін) — ірландський футболіст, що грав на позиції півзахисника. По завершенні ігрової кар'єри — тренер. З 2019 року входить до тренерського штабу клубу «Луїсвілл Сіті». Відомий за виступами в низці англійських клубів, зокрема, за клуби «Сток Сіті» та «Бернлі», а також молодіжну збірну Ірландії.

## Клубна кар'єра
Джеймс О'Коннор народився 1979 року в місті Дублін, та є вихованцем футбольної школи клубу «Сток Сіті». Дорослу футбольну кар'єру розпочав 1999 року в основній команді того ж клубу, в якій грав до 2003 року, взявши участь у 176 матчах чемпіонату. Протягом 2003—2004 років О'Коннор захищав кольори клубу «Вест-Бромвіч Альбіон». У 2004 році футболіст перейшов до клубу «Бернлі», в якому грав до 2008 року. Протягом 2008—2011 років ірландець грав у складі клубу «Шеффілд Венсдей». У 2012—2014 роках О'Коннор грав за команду United Soccer League «Орландо Сіті», після чого завершив виступи на футбольних полях.

## Виступи за збірну
Протягом 2000—2001 Джеймс О'Коннор років залучався до складу молодіжної збірної Ірландії. На молодіжному рівні зіграв у 3 офіційних матчах.

## Кар'єра тренера
Джеймс О'Коннор розпочав тренерську кар'єру, ще виступаючи на футбольному полі, у 2013—2014 роках був граючим тренером «Орландо Сіті». У 2014 році колишній ірландський футболіст очолив тренерський штаб клубу «Луїсвілл Сіті», де пропрацював з 2014 по 2018 рік. У 2018 році О'Коннор очолив вже як клуб MLS «Орландо Сіті», проте вже в 2019 році покинув команду. З 2019 року О'Коннор входить до тренерського штабу клубу «Луїсвілл Сіті».